# Magdalena Marek (judoczka)
Magdalena Marek (ur. 1978) – polska judoczka.

## Kariera
Była zawodniczka AZS OŚ Poznań (1992–2004). Dwukrotna brązowa medalistka mistrzostw Polski seniorek w kategorii do 78 kg (2000, 2001). Ponadto m.in. dwukrotna młodzieżowa mistrzyni Polski (1997, 1998).